# Flocage (pâtisserie)
Pour les articles homonymes, voir Flocage.
 (février 2024).
Si vous disposez d'ouvrages ou d'articles de référence ou si vous connaissez des sites web de qualité traitant du thème abordé ici, merci de compléter l'article en donnant les références utiles à sa vérifiabilité et en les liant à la section « Notes et références ».
Le flocage en pâtisserie est une technique culinaire qui consiste à pulvériser une fine couche de chocolat et de beurre de cacao sur un gâteau ou un entremets, pour donner un aspect de velours, à l'aide d'un pistolet à air comprimé.